# خط طول 146° غرب
خط طول 146° غرب هو أحد خطوط الطول الجغرافية، والتي تمتد من القطب الشمالي الجغرافي إلى القطب الجنوبي الجغرافي، وحسب التحويل الزمني يتأخر خط طول 146° غرب عن خط غرينتش بـ9 ساعات و44 دقيقة.

## من القطب إلى القطب
ينطلق خط طول 146° غرب من القطب الشمالي نحو القطب الجنوبي مرورا بالمناطق التي ترد في الجدول التالي:
| الإحداثيات                           | البلد أو الإقليم أو البحر | ملاحظات                                                                                            |
| ------------------------------------ | ------------------------- | -------------------------------------------------------------------------------------------------- |
| 90°0′N 146°0′W / 90.000°N 146.000°W  | المحيط المتجمد الشمالي    | |
| 72°56′N 146°0′W / 72.933°N 146.000°W | بحر بيوفورت               | |
| 70°12′N 146°0′W / 70.200°N 146.000°W | الولايات المتحدة          | ألاسكا — Flaxman Island, the mainland و Hawkins Island                                             |
| 60°30′N 146°0′W / 60.500°N 146.000°W | المحيط الهادئ             | مرورا بشرق Hinchinbrook Island, ألاسكا, الولايات المتحدة (في 60°24′N 146°4′W / 60.400°N 146.067°W) |
| 14°23′S 146°0′W / 14.383°S 146.000°W | تاهيتي                    | Manihi atoll                                                                                       |
| 14°27′S 146°0′W / 14.450°S 146.000°W | المحيط الهادئ             | مرورا بشرق Apataki atoll, تاهيتي (في 15°20′S 146°11′W / 15.333°S 146.183°W)                        |
| 15°48′S 146°0′W / 15.800°S 146.000°W | تاهيتي                    | Toau atoll                                                                                         |
| 16°0′S 146°0′W / 16.000°S 146.000°W  | المحيط الهادئ             | مرورا بغرب Fakarava atoll, تاهيتي (في 16°8′S 145°49′W / 16.133°S 145.817°W)                        |
| 60°0′S 146°0′W / 60.000°S 146.000°W  | المحيط الجنوبي            | |
| 75°38′S 146°0′W / 75.633°S 146.000°W | القارة القطبية الجنوبية   | المطالب الإقليمية بالقارة القطبية الجنوبية                                                         |